# 30-й центральный научно-исследовательский институт Министерства обороны Российской Федерации
30-й Центральный научно-исследовательский ордена Красной Звезды институт Министерства обороны Российской Федерации (30-й ЦНИИ Минобороны России) — научная организация Министерства обороны Российской Федерации (Минобороны России), предназначавшаяся для решения широкого круга проблем научного обеспечения строительства Военно-воздушных сил России и развития авиационной техники и вооружения.
Институт был расположен в городе Щёлково на территории аэродрома Чкаловский.
30-й ЦНИИ Минобороны России был создан как головная научная организация Министерства обороны по авиационной и космической технике. Институт предназначался для проведения системных крупномасштабных исследований по обоснованию перспектив развития авиационной и космической техники как основы системы вооружения ВВС, обоснования тактико-технических требований к новым и модернизируемым авиационным и авиационно-космическим комплексам, их двигателям, оборудованию и вооружению, проведения оценки боевой эффективности перспективной авиационной техники.
В соответствии с приказом Минобороны России от 24 мая 2010 г. № 551 «О реорганизации федеральных государственных учреждений, подведомственных Министерству обороны Российской Федерации», и в целях совершенствования структуры военно-научного комплекса Вооружённых Сил Российской Федерации, 30-й ЦНИИ МО был реорганизован в форме присоединения в качестве структурного подразделения к 4-му Центральному научно-исследовательскому институту Министерства обороны Российской Федерации. Однако позднее был вновь выделен в самостоятельный институт.
За вклад в укрепление обороноспособности страны 30-й ЦНИИ Минобороны России награждён орденом Красной Звезды.

## История
30-й ЦНИИ был образован в 1961 году с базированием на Чкаловской. 16 января считается датой основания и отмечается как День института. Возглавил организацию инженер-генерал-лейтенант З. А. Иоффе.
Первое наименование — Центральный научно-исследовательский институт ВВС (ЦНИИ ВВС).
Институт был создан на базе находившегося в Ногинске Вычислительного центра МО (ВЦ-3), который получил статус одного из подразделений ЦНИИ ВВС  — Научно-исследовательского центра систем управления ВВС.
Впоследствии в структуру ЦНИИ ВВС был включён базировавшийся в Ленинграде 15-й НИИ ВМФ (15 НИИ МО, ранее 15-й НИИ ВМФ, НИИ-15 ВМС, НИИ авиации ВМС), который стал филиалом ЦНИИ ВВС по морской тематике.
С течением времени решаемые 30-м ЦНИИ задачи научных исследований существенно расширились. В конце 1960-х гг. институтом были начаты крупномасштабные исследования по программному планированию развития новой и модернизируемой авиационной техники, а с начала 1970-х гг. — работы по обоснованию основных направлений развития техники и вооружения на перспективу и обоснованию группировок ДА, ФА, ВТА, АА и морской авиации ВМФ. 30-м ЦНИИ обоснованы концепции создания и основные тактико-технические характеристики всех авиационных комплексов ВВС 3-го, 4-го и 5-го поколений.
По состоянию на 2006 год, в институте трудились 16 докторов и 215 кандидатов наук. За годы существования института создана крупная научная школа, широко известная в нашей стране и за рубежом: 14 сотрудников института удостоены Ленинской и Государственных премий; 9 сотрудникам присвоены Почётные звания «Заслуженный деятель науки и техники России» и «Заслуженный деятель науки России»; 7 сотрудников стали лауреатами премии Ленинского комсомола.
По статусу, масштабу и характеру выполняемых работ, значимости полученных результатов 30-й ЦНИИ Минобороны России являлся общепризнанной головной научной организацией Министерства обороны в области строительства военной авиации России, оказывавшей существенное влияние на проводимую военно-техническую политику в совершенствовании авиации других силовых структур и гражданских ведомств России.
30-й ЦНИИ выполнял свои функции в тесном взаимодействии с НТК ВВС, службой вооружения ВВС (руководители Мишук Михаил Никитович, Аюпов Абрек Идрисович), другими НИИ МО (46-й ЦНИИ, 4-й ЦНИИ, 16-й ЦНИИ, Государственный лётно-испытательный центр Министерства обороны имени В. П. Чкалова, 13-й ГНИИ ЭРАТ и др.), авиационными НИИ (ЦАГИ, ЛИИ, ГосНИИАС, ВИАМ, ЦИАМ и др.), конструкторскими бюро (Туполева, Микояна, Антонова, Яковлева, Ильюшина и др.), организациями Академии наук.
Торжественное собрание сотрудников и ветеранов 30-го ЦНИИ Минобороны России в январе 2011 г., посвящённое 50-летию института, фактически подвело черту под полувековой историей организации.

### Название
В информационных источниках часто встречаются альтернативные наименования 30-го ЦНИИ Минобороны России: Центральный научно-исследовательский институт Военно-воздушных сил, 30-й ЦНИИ ВВС, 30-й Центральный НИИ авиационной и космической техники Министерства обороны (недоступная ссылка), Центральный НИИ Министерства обороны по авиационно-космической технике, 30-й ЦНИИ (АиКТ) МО, 30-й Центральный НИИ Минобороны.
Наиболее часто употребляется сокращение 30-й ЦНИИ или неформальное — «тридцатка».
В 2011 году институт был реорганизован и получил наименование: Научно-исследовательский центр авиационной техники и вооружения федерального бюджетного учреждения 4-й Центральный научно-исследовательский институт Минобороны России (сокращенно «НИЦ АТВ ФБУ 4-го ЦНИИ Минобороны России»). Однако позднее вновь получил самостоятельный статус и стал именоваться Центральный научно-исследовательский институт Военно-воздушных сил Министерства обороны Российской Федерации.

### Направления деятельности
Сфера научной деятельности института охватывала военно-теоретические, оперативно-стратегические, военно-технические и военно-экономические исследования по актуальным проблемам строительства и применения ВВС и развития авиационной техники и вооружения.
Опубликованная информация свидетельствует о том, что ни один проект, касающийся летательных аппаратов и их систем, в авиационной, радиоэлектронной промышленности или других оборонных секторах не был запущен без тактико-технического задания (ТТЗ), разработанного 30-м ЦНИИ, а также ни одна система не была принята на вооружение ВВС без положительной оценки 30-го ЦНИИ.
30-й ЦНИИ гордится не только вооружением и военной техникой, которая стала реальностью с его участием, но и записывает в свой актив ситуации, когда институт занимал принципиальную позицию, предотвращая появление объектов, которые были признаны бесперспективными. Например, институт отстоял свою позицию в вопросе нецелесообразности разработки аналога американскому истребителю пониженной заметности F-117А, сэкономив огромные деньги. США теперь снимают его с вооружения и не планируют ему никакой замены.
Системный подход к обоснованию заказа и разработке вооружения и военной техники и использование математического моделирования были краеугольными камнями исследовательской методологии 30-го ЦНИИ.

## Начальники института
- Иоффе Зелик Аронович (1961—1969)[11][12]
- Молотков Анатолий Павлович (1969—1988)[13][14]
- Шонин Георгий Степанович (1988—1990)[15][16]
- Ковалёнок Владимир Васильевич (1990—1992)[17][18]
- Александров Василий Егорович (1992—1998)[19][20][21]
- Шалаев Сергей Николаевич (1998—1999)[22][23]
- Герасимов Александр Анатольевич (2000—2007)[24][25][26]
- Балыко Юрий Павлович (2007—2011)[27][28][29]
- Палатников Александр Александрович (2014-2019)[9]
- Зацепилин Александр Валентинович (с 2019 года)

## Известные сотрудники
Личный состав института формировался в основном за счёт выпускников Киевского высшего военного авиационного инженерного училища, Военно-воздушной инженерной академии имени Н. Е. Жуковского и Военно-воздушной академии имени Ю. А. Гагарина.
Кроме того, штат гражданских учёных пополнялся уходящими в отставку офицерами из расположенных рядом (Монино, Звёздный городок, Чкаловская) организаций (преподавателями ВВА и специалистами ГКНИИ ВВС и ЦПК).
В институте работали многие известные учёные и специалисты (в список включены фамилии только тех сотрудников, связь которых с 30-м ЦНИИ подтверждается в ранее опубликованных открытых источниках):
Артамонов В. Д.,
Баклицкий В. К., 
Бурлаков П. Г.,
Благодарный Г. М.,
Гладилин А. С.,
Глазков А. И., 
Гончаров И. Н.,
Горчица Г. И., 
Григоров С. И., 
Губарев А. А.,
Денисенко А. К.,
Кибкало В. И.,
Кнауэр Г. Э.,
Куляпин В. П.,
Львов А. Н.,
Матвеев В. А.,
Мельников Ю. П.,
Минаков В. И.,
Панков Р. А.,
Платунов В. С.,
Трушенков В. В.,
Романенко И. Г.,
Рукосуев О. Б.,
Семёнов В. М.,
Скопец Г. М.,
Трушенков В. В.,
Тупиков В. А., 
Хрунов Е. В.,
Цымбал В. И.,
Чинаев П. И.,
Юрьев А. Н.

## Монографии учёных института
- Баклицкий В. К., Бочкарёв А. М., Мусьяков М. П. Методы фильтрации сигналов в корреляционно-экстремальных системах навигации. под ред. В. К. Баклицкого. — М.: Радио и связь, 1986. — 216 с.
- Панов В. В., Горчица Г. И., Балыко Ю. П., Ермолин О. В., Нестеров В. А. Формирование рационального облика перспективных авиационных ракетных систем и комплексов. — М.: Машиностроение, 2010. — 608 с. — ISBN 978-5-217-03478-9.
- Антонов Д. А., Бабич Р. М., Балыко Ю. П. и др. Авиация ВВС России и научно-технический прогресс: Боевые комплексы и системы вчера, сегодня, завтра. (под ред. Федосова Е. А.) — М.: Дрофа, 2005. — 736 с. — ISBN 5-710-77070-1, ISBN 978-5-710-77070-2.
- Платунов В. С. Методология системных военно-научных исследований авиационных комплексов: 30 ЦНИИ МО РФ. — М.: Дельта, 2005. — 343 с. — ISBN 5-902-37042-6.
- Соловьёв Ю. А. Спутниковая навигация и её приложения. — М.: Эко-Трендз, 2003. -. 326 с. — ISBN 5-884-05050-X.
- Барковский В. И., Скопец Г. М., Степанов В. Д. Методология формирования технического облика экспортно ориентированных авиационных комплексов. — M: ФИЗМАТЛИТ, 2008. — 244 с. ISBN 978-5-9221-0933-8.
- Фурман Я. А., Юрьев А. Н., Яншин В. В. Цифровые методы обработки и распознавания бинарных изображений. — Красноярск: Изд-во Краснояр. университета, 1992. — 248 с. — ISBN 5-7470-0204-X.
- Баклицкий В. К., Юрьев А. Н. Корреляционно-экстремальные методы навигации. — М.: Радио и связь, 1982. — 256 с.
- Новоселов А. С., Болнокин В. Е., Чинаев П. И., Юрьев А. Н. Системы адаптивного управления летательными аппаратами. — М.: Машиностроение, 1987. — 280 с.

## Международная деятельность
В начале 90-х годов сотрудники института в составе делегаций ВВС участвовали в организации ряда международных выставок. Активное участие в организации этих мероприятий принимали Горчица Г. И., Базлев А. М., Бочкарёв А. М.
— Авиационная выставка в Германии (ILA Berlin Air Show), 1991 г.
— Российско-американский семинар по анализу действий ВВС США в Войне в Персидском заливе (1990—1991). Москва, 12 октября 1992 г. С американской стороны в семинаре принимали участие сотрудники фирмы Рэнд корпорейшн. Возглавлял делегацию посол Роберт Блэкуэлл . Российскую сторону представляли сотрудники 30 ЦНИИ МО и Военно-инженерной академии им. проф. Жуковского. Основной доклад на тему «Завоевание превосходства в воздухе в операции Буря в пустыне» сделал Бенжамин Лэмбет.
— Австралийское международное авиашоу (Australian International Airshow), октябрь 1992. Авалон, шт. Виктория, Австралия. Российская делегация представила Ан-124, вертолёты Ми-17 и Ка-32.
— Международный авиационный симпозиум в Великобритании (International Conference Air Power), 11-12 февраля 1993 г. Лондон, Великобритания. Начальник 30 ЦНИИ В. Е. Александров сделал доклад на тему «Перспективы разработки истребителя завоевания господства в воздухе» 
— Международное авиашоу в Канаде Абботсфорд-93 (Abbotsford International Airshow), , август 1993 г. Россия была представлена группой «Русские витязи» на самолётах Су-27 и самолётом Ил 76.

## Интересные сведения
В силу закрытости тематики института информации об участии 30-го ЦНИИ в конкретных разработках очень мало. Ниже приведены примеры участия 30 ЦНИИ в разнообразных проектах, получивших отражение в ранее опубликованных открытых источниках.

### Участие в подготовке первых пилотируемых космических полётов
Помощник Главнокомандующего ВВС по космосу (с 1960 по 1971 год) генерал-полковник авиации Н. П. Каманин в своих дневниках зафиксировал многие важнейшие события подготовки первых пилотируемых космических полётов. 30-й ЦНИИ неоднократно упоминается в этих дневниках. Примечание: институт упоминается либо по названию (ЦНИИ-30), либо по фамилии начальника (Иоффе, Молотков).

Около четырёх часов обсуждали наши замечания по «Союзу». Присутствовали генералы Мишук, Иоффе, Бабийчук, Горегляд, Холодков, полковники Яздовский, Карпов, Терентьев, Момзяков и другие — всего более 20 человек. — [militera.lib.ru/db/kamanin_np/63.html Каманин Н.П. 23 января 1963 г.]

Данные о положении кораблей мы будем получать от мощных пеленгаторов, передавать их в ЦНИИ-30 и через 15 минут будем знать координаты кораблей. — [militera.lib.ru/db/kamanin_np/63.html Каманин Н.П. 3 июня 1963 г.]

Вчера генерал Иоффе (начальник ЦНИИ-30 — Ред.) доложил мне, что у него на днях будет готов тренажер по стыковке. На следующей неделе нужно будет съездить в Ногинск, посмотреть этот тренажер и одновременно попытаться ускорить усовершенствование других тренажеров. — [militera.lib.ru/db/kamanin_np/63.html Каманин Н.П. 27 ноября 1963 г.]

Заходил генерал-лейтенант Иоффе и доложил, что к 25 декабря у него в институте будет полностью закончен тренажер по стыковке. Судя по его докладу и докладам группы инженеров из Центра (бригада Ванькова), тренажер будет хорошим. На нём можно будет не только тренировать экипажи, но и проводить некоторые исследования в интересах ОКБ-1 для отработки проекта «Союз». — [militera.lib.ru/db/kamanin_np/63.html Каманин Н.П. 7 декабря 1963 г.]

Весь вчерашний день провёл с группой космонавтов и инженеров в ЦНИИ-30 в Ногинске, где ознакомились с тренажером по стыковке космических кораблей на орбите. Тренажер почти полностью готов, и мы посмотрели его в работе…
Кроме тренажера по стыковке генерал Иоффе показал нам несколько новых авиационных тренажеров и электронно-вычислительных машин, в том числе и бортовую ЭВМ для космического корабля. Она весит всего 40 килограммов, но может вести полный контроль за работой оборудования корабля и решать задачи космической навигации. Я убеждён, что ЦНИИ-30, ЦПК и ГКНИИ ВВС могут сделать любой космический тренажер лучше какой-либо другой организации, и, что особенно важно, могут сделать его быстро. — [militera.lib.ru/db/kamanin_np/64.html Каманин Н.П. 26 февраля 1964 г.]

Провел совещание по составлению перспективного плана пилотируемых космических полётов на ближайшие 3-5 лет. Присутствовали генералы: Иоффе, Волынкин, Арбузов, Кузнецов, Холодков, Газенко, Бабийчук и другие. — [militera.lib.ru/db/kamanin_np/65.html Каманин Н.П. 26 августа 1965 г.]

В субботу в ЦНИИ-30 собирали представителей всех министерств и ведомств, участвующих в разработке средств поиска. Иоффе, Матвеев и другие товарищи достаточно энергично взялись за разработку научно обоснованной системы обнаружения и поиска космических кораблей, жаль только, что эта работа начинается на три года позже того срока, на котором в своё время настаивали ВВС. — [militera.lib.ru/db/kamanin_np/66.html Каманин Н.П. 22 августа 1966 г.]

Вчера провели второе заседание Госкомиссии по Л-1. … На заседании были заслушаны доклады о мероприятиях, необходимых для обеспечения полётов лунных кораблей….
2. Доклад полковника Сибирякова и капитана 1-го ранга Дмитриева о службе поиска. ЦНИИ-30 (Иоффе) совместно с десятком военных и гражданских организаций провёл большую исследовательскую работу по обоснованию необходимых для службы поиска морских, авиационных, радиосвязных и других средств. — [militera.lib.ru/db/kamanin_np/66.html Каманин Н.П. 31 декабря 1966 г.]

Молотков [в то время первый заместитель начальника ГКНИИ ВВС] толковый генерал, он ещё сравнительно молод (ему чуть больше 40), и его кандидатура [на должность начальника ЦПК], пожалуй, одна из наиболее подходящих. — [militera.lib.ru/db/kamanin_np/62.html Каманин Н.П. 30 августа 1962 г.]

Провел совещание начальников институтов ВВС (Иоффе, Волынкин, Пушко, Кузнецов) по обоснованию требований к членам экипажей лунных кораблей (ЛОК, ЛК), предназначенных для экспедиции на Луну. Иоффе, Волынкин и Пушко высказали много полезных предложений. — [militera.lib.ru/db/kamanin_np/67.html Каманин Н.П. 1 апреля 1967 г.]

Два дня назад на экспертной комиссии по кораблю Л-1 я сделал доклад о выводах по изучению его спускаемого аппарата, посадочной системе и САС. Смирнов доложил о средствах жизнеобеспечения, Иоффе — о возможностях поиска и обнаружения корабля после посадки, а Гагарин сообщил о ходе подготовки экипажей для Л-1 и разработки тренажеров. В целом корабль ещё «сырой» и имеет массу недостатков. — [militera.lib.ru/db/kamanin_np/67.html Каманин Н.П. 16 ноября 1967 г.]

В последние дни мне несколько раз звонили Г. А. Тюлин и Главный конструктор лунников Георгий Николаевич Бабакин — оба просили подключить ЦНИИ-30 (Иоффе) к новой работе Бабакина, связанной с возвращением с Луны на Землю автоматического устройства весом 40-50 килограммов. — [militera.lib.ru/db/kamanin_np/68.html Каманин Н.П. 3 февраля 1968 г.]

Говорил по телефону с Мишиным и Тюлиным о необходимости пересмотра некоторых исходных данных по кораблю Л-3 — полигона посадки, максимально допустимого времени обнаружения, а также наличия на корабле средств самообозначения. Такие исходные данные были выданы нам (ВВС) в 1966 году, и на основании их ЦНИИ-30 выполнил научно-исследовательскую работу «Эллипс», согласно рекомендациям которой ВВС и ВМФ должны создать службу поиска космических кораблей на суше и в Индийском океане общей стоимостью около 800 миллионов рублей. — [militera.lib.ru/db/kamanin_np/68.html Каманин Н. П. 9 июля 1968 г.]

Однако длинная цепочка наших неудач в пилотируемых полётах в последние три-четыре года мешала и все ещё мешает остро ставить вопрос о перестройке сложившейся структуры космических подразделений и частей ВВС. Мы по-прежнему действуем «растопыренными пальцами», очень много безответственности и мало единства целей, а часто нет и хорошо продуманной перспективы. В ближайшее время необходимо:
1. Ввести должность заместителя Главкома по космосу.
2. Объединить космические звенья центрального аппарата (служба поиска, часть генерала Фролова, служба Солнца, аппарат помощника Главкома, космическая медицина и др.), подчинив их заместителю Главкома по космосу.
3. В ЦНИИ-30, ГНИКИ и Институте авиационно-космической медицины создать космические управления. — [militera.lib.ru/db/kamanin_np/68.html Каманин Н.П. 15 ноября 1968 г.]

### Спираль (авиационно-космическая система)
С 1964-го по 1979-й в СССР разрабатывался проект воздушно-космической системы (ВКС) «Спираль», впервые использующей горизонтальный старт орбитального самолёта (ОС) с самолёта-разгонщика.

Примерно в 1964-м группа учёных и специалистов ЦНИИ-30 ВВС разработала концепцию создания принципиально новой ВКС, которая наиболее рационально интегрировала в себе идеи самолёта, ракетоплана и космического объекта и удовлетворяла бы вышеуказанным требованиям.
В середине 1965-го министр авиационной промышленности П. В. Дементьев поручил ОКБ А. И. Микояна разработку проекта этой системы, получившей название «Спираль». Главным конструктором системы назначили Г. Е. Лозино- Лозинского. От ВВС руководство работами осуществлял С. Г. Фролов, военно- техническое сопровождение поручили начальнику ЦНИИ-30 — З. А. Иоффе, а также его заместителю по науке В. И. Семёнову и начальникам управлений — В. А. Матвееву и О. Б. Рукосуеву — основным идеологам концепции ВКС. — Труфакин В. Начало авиакосмических технологий. О проекте многоразовой космической системы «спираль» Крылья Родины. – 2003. -  № 6. – С. 5-10.

### Буран (космический корабль)
30-й ЦНИИ входил в отраслевую кооперацию по созданию «Бурана».

…генерал Гладилин стал начальником научно-исследовательского отдела НПО «Молния» по разработке боевого применения новой АКС и «Бурана». Начальник 30-го ЦНИИ А. П. Молотков (в своё время тоже служивший на Ногинском полигоне) выделил площади, служебные помещения. «Молния» дала технику, первые персональные ЭВМ, изготовленные в Болгарии. Работу начали в 1982 году на Чкаловской, в бывшем здании аэродинамической трубы ЦНИИ-30. Сюда из Жуковского доставили изготовленный на заводе фирмы Мясищева деревянный макет будущего авиационно-космического корабля, на котором и отрабатывались все основные системы. — Мельников А. Мы тоже делали ракеты! Разработчики "Бурана" из Ногинска // Волхонка. 16 августа 2007 

### Истребители 3-го поколения
К середине 60-х годов специалистами ЦНИИ-30, ведавшего общими вопросами авиатехники ВВС, были сформированы новые требования к многоцелевому фронтовому самолёту (Су-17) — Советские и Российские реактивные истребители

### Истребители 4-го поколения
К истребителям четвёртого поколения относят самолёты Су-27, МиГ-29, МиГ-31.

Руководство МО поручило ЦНИИ-30 АКТ ВВС, центральной организации, выполнявшей функции заказчика авиатехники, сформулировать требования к самолёту, который должен был заменить истребители МиГ-21, МиГ-23, Су-9, Су-11 и Су-15 в ВВС и ПВО. Тема получила шифр ПФИ — «перспективный фронтовой истребитель». — Военно-исторический электронный журнал

Требования к такой машине — перспективному фронтовому истребителю (ПФИ) — впервые были сформированы в 30-м ЦНИИ авиационно-космической техники Минобороны. — Владимир Ильин "АиВ плюс F-15 и Су-27 История создания, применения и сравнительный анализ" Авиация и время

В 1971 г. институтами промышленности и заказчика — НИИ автоматических систем Минавиапрома (НИИАС МАП, ныне Государственный НИИ авиационных систем — ГосНИИАС) и Центральным НИИ-30 Министерства обороны (ЦНИИ-30 МО) — были начаты исследования по формированию концепции построения парка истребительной авиации (ИА) в составе ВВС страны на 80-е гг. — http://www.airwar.ru/enc/fighter/mig29.html

В 1973 г. в целом были завершены исследования по обоснованию состава перспективного парка ИА. теперь уже применительно к конкретным самолётам Су-27 и МиГ-29. и выпущены уточнённые ТТТ ВВС к ПФИ и ЛФИ. — Фомин А. В. "Су-27. История истребителя."-М.:"РА Интервестник", 1999.

Эскизный проект Су-27К рассматривался в сентябре-октябре 1984 г. комиссией заказчика… Разработанные в филиале ЦНИИ-30 требования к Су-27К предусматривали его использование не только для обеспечения ПВО, но и для борьбы с надводными кораблями противника. — [Авиация и время. - 2004. - N3 ]

Обновление систем вооружения позволит тяжелому истребителю МиГ-31 поражать гиперзвуковые летательные аппараты. Об этом заявил сегодня журналистам начальник ФГУ «30 ЦНИИ Военно-воздушных сил» полковник Юрий Балыко. — http://www.missiles.ru/reviews.htm

### Радиоэлектронная борьба
В составе ЦНИИ ВВС (во главе с его начальником доктором военных наук генерал-лейтенантом авиации Молотковым А. П.) такую работу в 60-80 годы вели отделы под руководством полковников Попова М. П., Мельникова Ю. П., Горчицы Г. И. и Львова А. Н. в составе Управления во главе с полковником Бурлаковым П. Г. — Любин М.Д. Некоторые вопросы истории радиоэлектронной борьбы в военно-воздушных силах. 

### Авиационное вооружение
Управляемая ракета класса «воздух-земля» Х-25.

После успешной реализации лазерной системы в составе самолётов Су-17М-2, Су-17М-3, МиГ-27 и ракет Х-25 работа «Решение научной и практической проблемы использования лазерного излучения для точного наведения авиационных средств поражения» в 1976 г. была удостоена Ленинской премии. Группе авторов в составе Е. А. Федосова (ГосНИИАС), В. Г. Коренькова (ОКБ КМЗ), Д. М. Хорола, А. А. Казамарова (ЦКБ «Геофизика»), Р. А. Панкова (30 ЦНИИ МО) было присвоено звание лауреатов Ленинской премии. — http://russianarms.mybb.ru/viewtopic.php?id=689